# NBA-csapatok tulajdonosainak listája
Ezen szócikkben a National Basketball Association csapatainak tulajdonosai vannak felsorolva.

| Csapat                 | Fő tulajdonosok | Működtető                                                          | Megvétel ára (millió dollár) | Megvétel éve |
| ---------------------- | --- | ------------------------------------------------------------------ | ---------------------------- | ------------ |
| Atlanta Hawks          | Tony Ressler, Grant Hill, Steven Price, Rick Schnall, Sara Blakely, Jesse Itzler | Hawks Basketball, Inc.                                             | 730                          | 2015         |
| Boston Celtics         | Wyc Grousbeck, Stephen Pagliuca, H. Irving Grousbeck, David Bonderman, Jim Breyer, James Pallotta, Glenn Hutchins, Jonathan Lavine                                                                                           | Boston Basketball Partners                                         | 360                          | 2002         |
| Brooklyn Nets          | Joseph Tsai | J Tsai Sports                                                      | 2 350                        | 2019         |
| Charlotte Hornets      | Michael Jordan | Hornets Sports & Entertainment, Hornets Basketball Holdings, LLC   | 175                          | 2010         |
| Chicago Bulls          | Jerry Reinsdorf | Chicago Professional Sports Limited Partnership                    | 16.2                         | 1985         |
| Cleveland Cavaliers    | Dan Gilbert | Cavaliers Entertainment LLC                                        | 375                          | 2005         |
| Dallas Mavericks       | Mark Cuban | Dallas Basketball Limited                                          | 280                          | 2000         |
| Denver Nuggets         | Ann Walton Kroenke | Kroenke Sports & Entertainment, Denver Nuggets Limited Partnership | 202                          | 2000         |
| Detroit Pistons        | Tom Gores | Palace Sports & Entertainment, Detroit Pistons Basketball Company  | 325                          | 2011         |
| Golden State Warriors  | Joe Lacob (többség), Peter Guber | GSW Sports LLC                                                     | 450                          | 2010         |
| Houston Rockets        | Tilman Fertitta | Fertitta Entertainment                                             | 2 200                        | 2017         |
| Indiana Pacers         | Herbert Simon | Pacers Sports & Entertainment, Pacers Basketball, LLC              | 10,5                         | 1983         |
| Los Angeles Clippers   | Steve Ballmer | LAC Basketball Club, Inc.                                          | 2,000                        | 2014         |
| Los Angeles Lakers     | Jeanie Buss, Jim Buss és Johnny Buss, és testvérek. | The Los Angeles Lakers, Inc.                                       | 20 és 268                    | 1979 és 1998 |
| Memphis Grizzlies      | Robert J. Pera | Memphis Basketball LLC                                             | 377                          | 2012         |
| Miami Heat             | Micky Arison, Nick Arison | Miami Heat Limited Partnership                                     | 68                           | 1995         |
| Milwaukee Bucks        | Marc Lasry és Wesley Edens | Milwaukee Bucks, Inc.                                              | 550                          | 2014         |
| Minnesota Timberwolves | Glen Taylor | Minnesota Timberwolves Basketball Limited Partnership              | 88,5                         | 1995         |
| New Orleans Pelicans   | Gayle Benson | New Orleans Pelicans NBA Limited Partnership                       | 338                          | 2012         |
| New York Knicks        | James Dolan | The Madison Square Garden Company, New York Knicks, Inc.           | 300                          | 1997         |
| Oklahoma City Thunder  | Clay Bennett | Professional Basketball Club LLC                                   | 325                          | 2006         |
| Orlando Magic          | Dan DeVos | RDV Sports, Inc., Orlando Magic, Ltd.                              | 85                           | 1991         |
| Philadelphia 76ers     | Joshua Harris, Adam Aron, David Blitzer, Martin J. Geller, David B. Heller, Travis Hennings, James Lassiter, Marc Leder, Michael Rubin, Will Smith, Jada Pinkett Smith, Art Wrubel, Kevin Hart, Erick Thohir, Handy Soetedjo | Philadelphia 76ers, Inc.                                           | 287                          | 2011         |
| Phoenix Suns           | Mat Ishbia és Justin Ishbia | Suns Legacy Partners, LLC                                          | 4 000                        | 2022         |
| Portland Trail Blazers | Jody Allen | Vulcan Inc., Trail Blazers, Inc.                                   | 70                           | 1988         |
| Sacramento Kings       | Vivek Ranadivé, Paul E. Jacobs, Gary E. Jacobs, Hal Jacobs, Jeffrey A. Jacobs, Shaquille O’Neal | Sacramento Kings Partnership Group (még nem elnevezve)             | 534                          | 2013         |
| San Antonio Spurs      | Peter Holt, David Robinson | Spurs Sports & Entertainment, San Antonio Spurs LLC                | 76                           | 1993         |
| Toronto Raptors        | Larry Tanenbaum, Rogers Communications, BCE | Maple Leaf Sports & Entertainment, Toronto Raptors Basketball Club | 467                          | 1998         |
| Utah Jazz              | Ryan Smith, Ashley Smith, Ryan Sweeney, Mike Cannon-Brookes, a Miller-család, Dwyane Wade | Jazz Basketball Investors, Inc.                                    | 1 660                        | 2021         |
| Washington Wizards     | Ted Leonsis | Monumental Sports & Entertainment                                  | 551                          | 2010         |